# Midland Machine Works
Midland Machine Works war ein US-amerikanisches Unternehmen im Bereich des Maschinenbaus.

## Unternehmensgeschichte
Das Unternehmen hatte seinen Sitz in Muskogee in Oklahoma. Hauptsächlich produzierte es den Muskogee Wasserfilter. Zwischen 1909 und 1912 stellte es Automobile her. Der Markenname lautete Midland. Zu dieser Zeit war H. A. Von Unwerth der Inhaber.
Gründungs- und Auflösungsjahr sind nicht bekannt. Vom 3. Dezember 1904 bis zum 21. Juni 1921 wurde das Unternehmen in Zeitungen genannt.
Es gab keine Verbindung zur Midland Motor Company aus Moline in Illinois, die etwa im gleichen Zeitraum Personenkraftwagen unter dem gleichen Markennamen anboten.

## Fahrzeuge
Die Fahrzeuge entstanden nach Kundenaufträgen.